# Ruby Myers
Ruby Myers (Pune, 1907 – Mumbai, 10 de octubre de 1983), conocida por su nombre artístico Sulochana, fue una estrella del cine mudo de India de origen judío, perteneciente a la comunidad de judíos bagdadís de la India.
En el pináculo de su carrera, llegó a ser una de las actrices mejores pagadas de la época, haciendo pareja con Dinshaw Billimoria en las películas de Imperial Studios. A mediados de los años 30, abrió Rubi Pics, su propia empresa productora de cine.
Recibió en 1973 el premio Dada Saheb Phalke, el premio más importante otorgado en el cine de India a aquellos profesionales con una trayectoria excepcional.

## Carrera cinematográfica
Ruby Myers nació en 1907 en Pune. Regordeta, baja y de ojos marrones, Sulochana era una de las primeras estrellas euroasiáticas del cine de la India. 

### Inicios
Trabajaba como operadora telefónica cuando Mohan Bhavani, de Kohinoor Film Company, le preguntó si quería trabajar en el cine. A pesar estar entusiasmada por la oferta, la rechazó debido a que era considerada una ocupación poco decorosa para una mujer en aquellos días. Aun así, Bhavnani persistió con su oferta y ella finalmente aceptó, a pesar de no tener ningún conocimiento de actuación. Trabajando bajo la dirección de Bhavnani en Kohinoor se convirtió en una estrella de cine, antes de pasar a trabajar para Imperial Film Company, en la cual se convirtió en la estrella de cine mejor pagada del país. 

### Primeros éxitos
Entre sus películas más populares se encuentran Typist Girl (1926), Balidaan (1927) y Wildcat of Bombay (1927), en la cual tuvo ocho roles, incluyendo un jardinero, un policía, un caballero Hyderabadi, una niña de la calle, una vendedora de bananas y una rubia europea.
Los éxitos de taquilla de 1928-29 con el director R.S. Chaudhari - Madhuri (1928), Anarkali (1928) e Indira B.A. (1929) la llevaron a la cumbre de su fama en la era de películas mudas. De hecho, llegó a ser tan famosa que cuando se mostró un cortometraje de Mahatma Gandhi inaugurando una exposición de khadis, se agregó un baile muy popular de Sulochana en la película Madhuri, sincronizado con efectos de sonido. 

### El cine sonoro
Con la llegada del cine sonoro, Sulochana se encontró en problemas en su carrera, ya que se requería que los actores fuesen hablantes fluidos de Hindustani, cuando ella solo hablaba Marathi y Judeoárabe. Luego de tomarse un año fuera del cine para aprender la lengua,  retornó a las pantallas con una versión hablada de Madhuri (1932). 
Más allá de las versiones habladas de sus filmes mudos, Sulochana continuó su carrera con Indira (now an) M.A. (1934), Anarkali (1935) y Bombay ki Billi (1936). Sulochana regresó a la gran pantalla con un éxito insuperable en la época. Recibía un salario de Rs 5000 por mes,  tenía el automóvil más deseado de la época  (Chevrolet 1935) y su pareja en la vida real era uno de los héroes más grandes de la era del cine silencioso, D. Billimoria, con quien trabajó exclusivamente entre 1933 y 1939. Eran una pareja extremadamente popular  -él con su estilo de John Barrymore y ella con su imagen totalmente opuesta de "Reina Oriental". 

## Ocaso profesional
Pero su historia de amor se acabó junto con sus carreras. Sulochana dejó Imperial Film Company, para no conseguir muchas nuevas ofertas. Además, habían entrado en la escena cinematográfica Inda nuevas y más jóvenes actrices. Si bien hizo algunas otras películas, nunca fue al nivel de su época dorada.
Aun así, todavía tenía el poder de generar controversia. En 1947, Morarji Desai prohibió la película de Dilip Kumar y Noor Jehan, Jugnu, porque mostraba un acto moralmente criticable, como lo era un profesor de edad avanzada cayendo seducido por los encantos de Sulochana.
En 1953,  actuó en su tercer filme de la saga Anarkali, pero esta vez como la madre de Salim, el protagonista.
Myers murió solitaria y olvidada en 1983 en su piso en Mumbai. Un fin triste para aquella mujer que en su momento, fue famosa por ganar incluso más que el Gobernador de Bombay y quien incluso actuó en una película que llevaba su propio nombre- Sulochana (1933).
Sus películas incluyen Cinema Queen (1926), Typist Girl (1926), Balidaan (1927), Wild Cat of Bombay, en la cual interprestó ocho personajes, y la cual tuvo un remake como Bambai Ki Billi (1936); Madhuri (1928), que fue reeditada con sonido 1932; Anarkali (1928), reeditada con sonido en 1945; Indira BA (1929); Heer Ranjah (1929), y muchas otras, como Baaz (1953). Ismail Merchant le rindió homenaje en su largometraje Mahatma and the Bad Boy (1974).

## Filmografía seleccionada
- Cinema Queen (1926)
- Typist Girl (1926)
- Balidan (1927)
- Wildcat of Bombay (1927)
- Anarkali (1928)
- Heer Ranjah (1929)
- Indira BA (1929)
- Sulochana (1933)
- Baaz (1953)
- Neel Kamal (1968)
- Amrapali (1969)
- Julie(1975)
- Khatta Meetha (1978)